# Домашно насилие
Домашно насилие (домашно малтретиране, малтретиране на партньора) е насилие или друг вид злоупотреба, която се случва в домашна обстановка, например в брак или съжителство. Домашното насилие често се използва като синоним на насилието от страна на интимния партньор, което се извършва от едно от лицата в интимна връзка срещу другото лице и може да се случва във връзки или между бивши съпрузи (брак), или партньори. В най-широкия смисъл на думата домашното насилие включва и насилие срещу деца, родители или възрастни хора.
То може да приеме множество форми, включително физическо, вербално, емоционално, икономическо, религиозно, репродуктивно или сексуално насилие. То може да варира от леки принудителни форми до изнасилване в брака и други форми на жестоко физическо насилие (като душене, побой, осакатяване на женски гениталии и хвърляне на киселина), които могат да доведат до обезобразяване или смърт, и включва използването на технологии за тормоз, контрол, наблюдение, преследване или хакерство. През 2015 г. Министерството на вътрешните работи на Обединеното кралство разширява определението за домашно насилие, като включва и принудителен контрол.
Домашното насилие е сред най-недокладваните престъпления в световен мащаб както за мъжете, така и за жените.
Домашното насилие често се случва, когато насилникът вярва, че има право на това или че то е приемливо, оправдано или е малко вероятно да бъде докладвано. Това може да доведе до цикъл на насилие между поколенията при децата и другите членове на семейството, които могат да почувстват, че такова насилие е приемливо или оправдано. Много хора не разпознават себе си като насилници или жертви, защото смятат преживяванията си за семейни конфликти, които са излезли извън контрол. Информираността, възприемането, дефинирането и документирането на домашното насилие се различават значително в отделните страни. Освен това домашното насилие често се случва в контекста на насилствени или детски бракове.
В насилствените отношения може да се наблюдава цикъл на злоупотреба, по време на който напрежението нараства и се извършва акт на насилие, последван от период на помирение и спокойствие. Жертвите могат да попаднат в ситуация на домашно насилие поради изолация, власт и контрол, травматично обвързване с насилника, културно приемане, липса на финансови средства, страх, срам или с цел защита на децата. В резултат на насилието жертвите могат да получат физически увреждания, нерегулирана агресия, хронични здравословни проблеми, психични заболявания, ограничени финанси и слаба способност за създаване на здравословни взаимоотношения. Жертвите могат да изпитат тежки психологически разстройства, като например посттравматичен стрес. Децата, които живеят в домакинство с насилие, често показват психологически проблеми от ранна възраст, като избягване, свръхчувствителност към заплахи и нерегулирана агресия, което може да допринесе за заместваща травма.

## Етимология и определения
Първата известна употреба на термина „домашно насилие“ в съвременен контекст, означаващ насилие в дома, е в обръщение към парламента на Обединеното кралство от Джак Ашли през 1973 г. 
Традиционно домашното насилие (ДН) се свързва най-вече с физическото насилие. Използвани са термини като „малтретиране на съпруга“, „побой над съпруга“, „пребиване на съпруга“, „бита жена“, но популярността им е намаляла поради усилията да се включат неженените партньори, насилието, различно от физическото, жените извършители и еднополовите връзки. Домашното насилие сега обикновено се определя широко и включва „всички актове на физическо, сексуално, психологическо или икономическо насилие“, които могат да бъдат извършени от член на семейството или интимен партньор.

Терминът „насилие от страна на интимния партньор“ често се използва като синоним на домашно насилие или домашен тормоз, но той се отнася конкретно до насилие, което се случва в рамките на връзката на двойка (т.е. брак, съжителство или не съжителстващи интимни партньори) .Към тях Световната здравна организация (СЗО) добавя контролиращото поведение като форма на насилие.  Насилие от страна на интимния партньор се наблюдава както в противоположни, така и в еднополови отношения, като в първия случай то се извършва както от мъже срещу жени, така и от жени срещу мъже. Семейното насилие е по-широк термин, който често се използва, за да включи злоупотребата с деца, възрастните хора и други насилствени действия между членовете на семейството. През 1993 година Декларацията на ООН за премахване на насилието срещу жените определя домашното насилие като:
Физическо, сексуално и психологическо насилие в семейството, включително побой, сексуална злоупотреба с деца от женски пол в домакинството, насилие, свързано със зестрата, изнасилване в брака, осакатяване на женските гениталии и други традиционни практики, вредни за жените, насилие извън брака и насилие, свързано с експлоатация.

## История
Енциклопедия Британика посочва, че „в началото на XIX век повечето правни системи са приемали побоя над съпругата като право на мъжа“. Английското право, датиращо от XVI век, третира домашното насилие като престъпление срещу общността, а не срещу отделната жена, като определя побоя над съпругата като нарушение на мира. Съпругите са имали право да търсят обезщетение под формата на мирна гаранция от местния мирови съд. Процедурите са били неофициални и недокументирани, а правните насоки не са посочвали стандарт на доказване или степента на насилие, нужна за осъждане. Двете типични присъди са били принуждаване на съпруга да внесе гаранция или да заложи обещание от страна на съдружниците му за гарантиране на добро поведение в бъдеще. Домашният побой можел да бъде официално обвинен и като нападение, въпреки че подобни съдебни преследвания били редки и освен в случаите на тежки наранявания или смърт, присъдите обикновено били малки глоби. 
В повечето правни системи по света домашното насилие се разглежда едва от 90-те години на миналия век; в действителност преди края на 20-ти век в повечето страни е имало много слаба защита срещу домашното насилие – както по закон, така и на практика.  През 1993 г. ООН публикува Стратегии за противодействие на домашното насилие: Тази публикация призовава страните по света да третират домашното насилие като криминално деяние, заявява, че правото на личен семеен живот не включва правото на малтретиране на членовете на семейството, и признава, че към момента на написването ѝ повечето правни системи смятат домашното насилие до голяма степен извън обхвата на закона, като описва ситуацията по това време по следния начин: „Физическото наказание на децата е разрешено и дори насърчавано в много правни системи, а голям брой държави разрешават умерено физическо наказание на съпруга или, ако не го правят сега, са го правили през последните 100 години. Отново, повечето правни системи не криминализират обстоятелствата, при които съпругата е принудена да има сексуални отношения със съпруга си против волята си. ... Всъщност в случая с насилието над съпруги съществува широко разпространено убеждение, че жените провокират, могат да търпят или дори се радват на определено ниво на насилие от страна на съпрузите си“. 
През последните десетилетия се отправя призив за прекратяване на правната безнаказаност за домашното насилие – безнаказаност, която често се основава на идеята, че тези действия са частни и лични.

## Истанбулска конвенция
Конвенцията на Съвета на Европа за превенция и борба с насилието над жени и домашното насилие, по-известна като Истанбулската конвенция, е първият правно обвързващ инструмент в Европа, посветен на домашното насилие и насилието над жени. Целта на конвенцията е да се сложи край на толерирането на насилието над жени и домашното насилие, както по закон, така и на практика. В обяснителния си доклад тя признава дългата традиция на европейските държави да игнорират, де юре или де факто, тези форми на насилие. В параграф 219 се посочва: 
Съществуват много примери от практиката в миналото в държавите-членки на Съвета на Европа, които показват, че по закон или на практика са правени изключения от наказателното преследване на такива случаи, ако жертвата и извършителят са били например женени един за друг или са имали връзка. Най-яркият пример е изнасилването в рамките на брака, което дълго време не е било признавано за изнасилване поради връзката между жертвата и извършителя.
Целта на конвенцията е да се предотврати насилието, да се защитят жертвите и да се сложи край на безнаказаността на извършителите.

## Видове
Не всяко домашно насилие е равностойно. Разликите в честотата, тежестта, целта и резултата са значителни. Домашното насилие може да приеме много форми, включително физическа агресия или нападение (удряне, ритане, хапане, бутане, ограничаване, зашлевяване, хвърляне на предмети, побой и др.) или заплахи за това; сексуално насилие; контролиране или доминиране; сплашване; преследване; пасивно/прикрито насилие (напр. пренебрегване); и икономически лишения. То може също така да означава застрашаване, престъпна принуда, отвличане, незаконно лишаване от свобода, неправомерно влизане в чужда собственост и тормоз.

## Занижено отчитане
Домашното насилие е сред най-недокладваните престъпления в световен мащаб както за мъжете, така и за жените. В обзорна статия от 2011 г. на изследователя на насилието от страна на интимния партньор Ко Линг Чан се установява, че мъжете са склонни да недокладват за собственото си извършване на домашно насилие, докато жените са по-склонни да недокладват за виктимизацията си и да надценяват собственото си извършване на насилие. Установено е, че финансовата или семейната зависимост, нормализирането на насилието и самообвинението намаляват вероятността за самодокладване на насилие към жените. За разлика от тях, страхът и избягването на правните последици, склонността да обвиняват партньора си и наративният фокус върху собствените нужди и емоции намаляват вероятността за самооценка на извършеното насилие при мъжете.
Проучване от 2014 година, проведено в 28-те държави – членки на ЕС, установява, че само 14% от жените са докладвали на полицията за най-сериозния инцидент на насилие от страна на интимния партньор. Доклад от 2009 г. за домашното насилие в Северна Ирландия установява, че „недостатъчното докладване е проблем и домашното насилие е най-малко вероятно от всички насилствени престъпления да бъде докладвано на полицията“.

## Същност
Домашното насилие може да се осъществява чрез:
1. Изолация – насилникът напълно контролира жертвата: какво прави, с кого се вижда и с кого разговаря, какво чете, къде ходи, следи пощата ѝ и ограничава дейностите ѝ извън дома, като използва ревността за извинение;
2. Финансов контрол – жертвата бива лишена от пари и каквато и да било информация за финансите на семейството;
3. Психологически тормоз – той има за цел да внуши страх у жертвата, че ако не се подчинява и не се откаже от направените обвинения, ще бъде изоставена или наранена, а и децата ще пострадат;
4. Емоционално насилие – То лишава жертвата от самоувереност, прави я зависима и слаба. Това поведение включва унижаване на жертвата, компрометирането ѝ пред приятели, вменяване на чувството, че тя е неспособна, виновна за всичко и второ качество човек;
5. Физическа разправа;
6. Сексуално насилие – принуждаване на жертвата да върши неща в секса, които тя не желае и които я карат да се срамува или да се чувства неудобно. Изнасилването и принуждаването на жертвата да прави секс с други хора също са форма на сексуално насилие;
7. Използване на децата, за да се контролира и/или наказва жертвата.

## В България
През 2005 година в България е приет Закон за защита от домашно насилие (ЗЗДН), който урежда правата на лицата, пострадали от домашно насилие, мерките за защита и реда за тяхното налагане. Прилагането на ЗЗДН е обект и на критики, според които Законът е в противоречие с Конституцията, както и че се използва за злоупотреби при спорове за родителски права, особено във вреда на бащите.
Според изнесените статистически данни след обявяването на глобалната пандемия от COVID-19 във всички страни, вкл. и в България, се наблюдава ескалация на насилието и в частност на насилието срещу жени. През 2019 г. подалите сигнал за домашно насилие български граждани са 22 591, през 2020 г. – 27 433, а през 2021 г. – 27 557, но голяма част от подадените сигнали впоследствие не се подържат поради страх от отмъщение (вторична виктимизация). Изострянето на домашното насилие в наблюдавания период и увеличаването на броя на пострадалите и жертвите се посочват като основни причини за изменението на закона през 2023 г. от 49-ото Народно събрание.